# Boeing B-29 Superfortress
Boeing B-29 Superfortress, znan tudi kot »super trdnjava«, je štirimotorni strateški bombnik USAF za visoko dnevno bombardiranje, eno izmed največjih letal druge svetovne vojne in edino letalo, ki je odvrglo aktivno jedrsko orožje: 6. avgusta 1945 bombo Little Boy z uranom235 moči 14–17 kiloton na Hirošimo in 9. avgusta bombo Fat Man s plutonijem239 z močjo 20 kiloton na Nagasaki. S kabino pod tlakom, osrednjim protipožarnim sistemom, APUjem in daljinsko upravljanimi mitralješkimi kupolami je bil eden izmed najbolje izpopolnjenih bombnikov svojega časa. V nasprotju s številnimi drugimi bombniki je ostal v uporabi še dolgo po drugi svetovni vojni do šestdesetih let v ZDA, na Kitajskem so sovjetsko kopijo Tu-4 uporabljali do leta 1988. USAF ga je uporabljal za celi kup nalog, med drugim tudi kot leteči tanker in podporo mornarici. NACA (predhodnik NASAe) ga je uporabljala za raziskave kot nosilno platformo – matično plovilo za izstreljevanje (Bell X-1), pred dobo satelitov so se ti bombniki uporabljali tudi za prenos televizijskih signalov. B-29 je bil glavno orožje ZDA proti Japonski v drugi svetovni vojni in jo tudi končal z odmetom dveh atomskih bomb in kapitulacijo Japonske. B-29 je nadomestil reaktiven Boeing B-52 Stratofortress.   

## Različice
- XB-29 (prototip)
- YB-29 (izboljšan XB – 14 kom.)
- B-29 (osnovni model – 2513 kom.)
- B-29 A (izboljšan B-29 1119 kom.)
- B-29 B (model za nizko bombardiranje – 311 kom.)
- KB-29 (tanker)

## Uporabniki

### Združene države Amerike
- ZDA USAAF
- ZDA USAF

### Združeno kraljestvo
- Združeno kraljestvo RAF

### Avstralija
- Avstralija RAAF

## Specifikacije
Podatki iz Quest for Performance
Splošne značilnosti
- Posadka: 11 (Pilot, Co-pilot, Bombardier, Flight Engineer, Navigator, Radio Operator, Radar Observer, Right Gunner, Left Gunner, Central Fire Control, Tail Gunner)
- Dolžina: 99 ft 0 in (30,18 m)
- Razpon kril: 141 ft 3 in (43,05 m)
- Višina: 27 ft 9 in (8,46 m)
- Površina kril: 1.736 sq ft (161,3 m2)
- Vitkost: 11.5
- Aeroprofil: root: Boeing 117 (22%); tip: Boeing 117 (9%)[2]
- Zero-lift drag coefficient: 0.0241
- Frontal area: 4.116 sq ft (382,4 m2)
- Teža praznega letala: 74.500 lb (33.793 kg)
- Bruto teža: 120.000 lb (54.431 kg)
- Maks. vzletna teža: 133.500 lb (60.555 kg) ::::135.000 lb (61.000 kg) combat overload
- Pogon letala: 4 × Wright R-3350-23 Duplex-Cyclone 18-cylinder air-cooled turbosupercharged radial piston engines, 2.200 hp (1.600 kW)  vsak
- Propelerji: št. lopatic: 4 constant-speed fully-feathering propellers, 16 ft 7 in (5,05 m) premer

Zmogljivost
- Maks. hitrost: 357 mph (575 km/h; 310 kn)
- Potovalna hitrost: 220 mph (191 kn; 354 km/h)
- Hitrost pri porušitvi vzgona: 105 mph (91 kn; 169 km/h)
- Doseg: 3.250 mi (2.824 nmi; 5.230 km)
- Največji doseg: 5.600 mi (4.866 nmi; 9.012 km)
- Višina leta (servisna): 31.850 ft (9.708 m) [3]
- Hitrost vzpenjanja: 900 ft/min (4,6 m/s)
- Razmerje vzgon/upor: 16.8
- Obremenitev krila: 6.912 lb/sq ft (33.750 kg/m2)
- Razmerje moč/teža: 0,120 kW/kg

Oborožitev

- Strelno orožje:   - 10× .50 in (12.7 mm) Browning M2/ANs in remote-controlled turrets.[4] (omitted from Silverplate B-29s)
  - 2× .50 BMG and 1× 20 mm M2 cannon in tail position (the cannon was later removed)[N 1]
- Bombe: [5]  - 5.000 lb (2.300 kg) over 1.600 mi (2.600 km; 1.400 nmi) radius at high altitude
  - 12.000 lb (5.400 kg) over 1.600 mi (2.600 km; 1.400 nmi) radius at medium altitude
  - 20.000 lb (9.100 kg) maximum over short distances at low altitude
  - Could be modified to carry two 22.000 lb (10.000 kg) Grand Slam bombs externally.[5]
  - Mark I, Mark III, Mark 4,[6] and Mark 6[7] nuclear bombs (only Silverplate versions of the aircraft).